# Сухий Ташлик (притока Мокрого Ташлику)
Сухи́й Ташли́к — річка в Україні, у межах Кропивницького району Кіровоградської області та Черкаського району Черкаської області. Права притока Мокрого Ташлику (басейн Дніпра).

## Опис
Довжина 37 км. Площа водозбірного басейну 261 км². Похил річки 1,9 м/км. Долина трапецієподібна, завширшки до 3 км, завглибшки до 50 м. Заплава завлиршки до 200 м. Річище звивисте, подекуди замулене. Використовується на зрошування та технічне водопостачання. Споруджено чимало ставків.

## Розташування
Бере початок біля села Хайнівки. Тече переважно на північ, впадає до Мокрого Ташлику біля північної околиці села Копійчана. 
Притоки: невеликі потічки.